# Cantone di Fontenay-Trésigny
Il Cantone di Fontenay-Trésigny è una divisione amministrativa degli arrondissement di Meaux, Melun e Provins.
È stato istituito a seguito della riforma dei cantoni del 2014, che è entrata in vigore con le elezioni dipartimentali del 2015.

## Composizione
Comprende i comuni di:
- Bernay-Vilbert
- La Chapelle-Iger
- Les Chapelles-Bourbon
- Châtres
- Chaumes-en-Brie
- Coubert
- Courpalay
- Courquetaine
- Crèvecœur-en-Brie
- Dammartin-sur-Tigeaux
- Évry-Grégy-sur-Yerres
- Faremoutiers
- Fontenay-Trésigny
- Grisy-Suisnes
- Guérard
- La Houssaye-en-Brie
- Limoges-Fourches
- Lissy
- Liverdy-en-Brie
- Lumigny-Nesles-Ormeaux
- Marles-en-Brie
- Mortcerf
- Neufmoutiers-en-Brie
- Ozouer-le-Voulgis
- Pécy
- Le Plessis-Feu-Aussoux
- Pommeuse
- Presles-en-Brie
- Rozay-en-Brie
- Soignolles-en-Brie
- Solers
- Vaudoy-en-Brie
- Voinsles